# Sen skråpblomfluga
Sen skråpblomfluga (Cheilosia canicularis) är en tvåvingeart som först beskrevs av Georg Wolfgang Franz Panzer 1801.  Sen skråpblomfluga ingår i släktet örtblomflugor, och familjen blomflugor. Arten är reproducerande i Sverige.